# Parcul Național Nistrul de Jos (Ucraina)
Parcul Național Natural Nistrul de Jos (în ucraineană Нижньодністровський національний природний парк) este o arie protejată cu statut de parc național în sud-vestul Ucrainei (regiunea Odesa). Parcul este amplasat în cursul inferior al Nistrului de la frontiera cu Republica Moldova și pînă la vărsarea fluviului în limanul omonim. El este situat pe teritoriul a trei raioane din regiunea Odesa: Bileaiivka, Cetatea Albă și Ovidiopol.

## Galerie de imagini

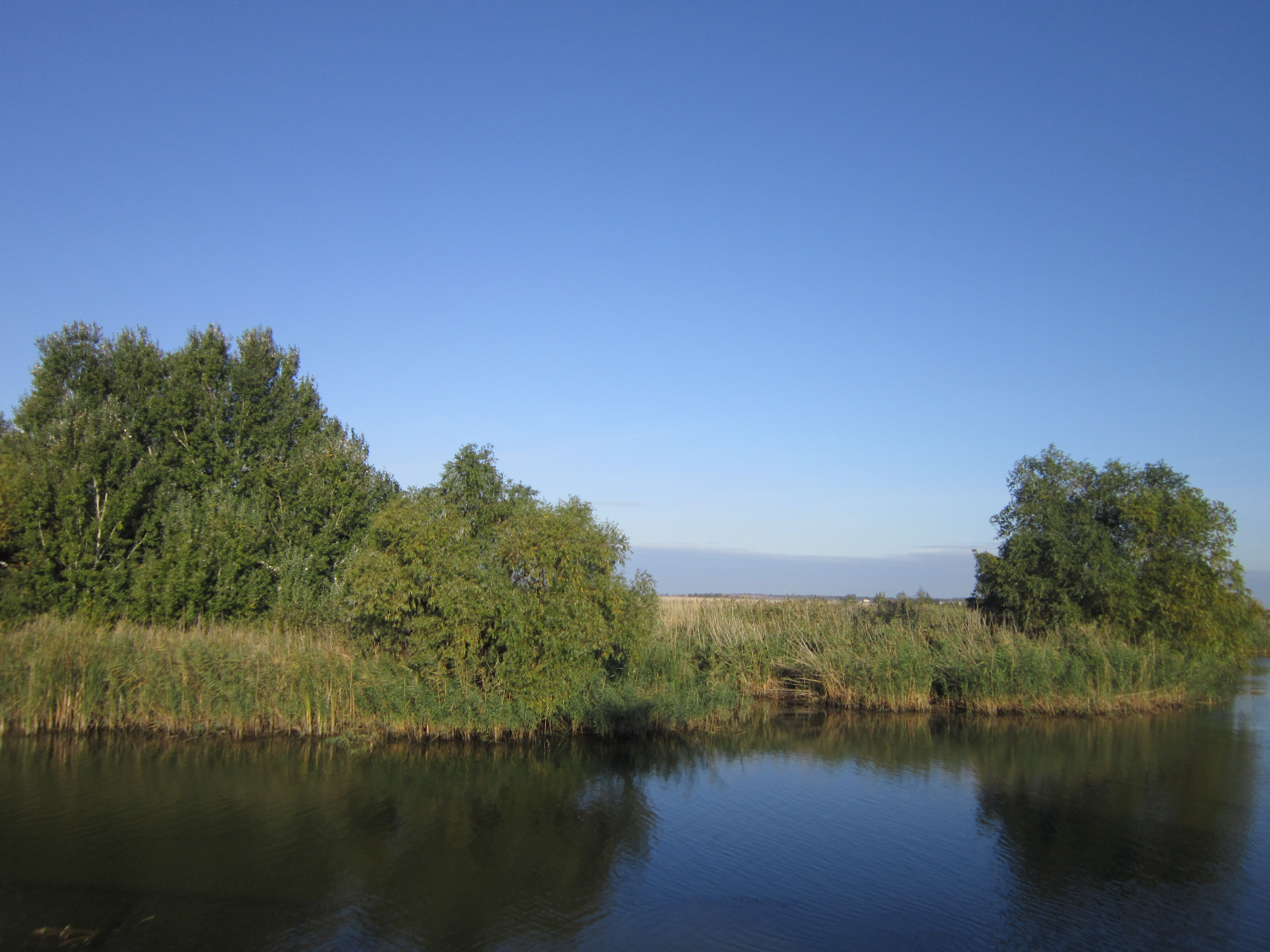
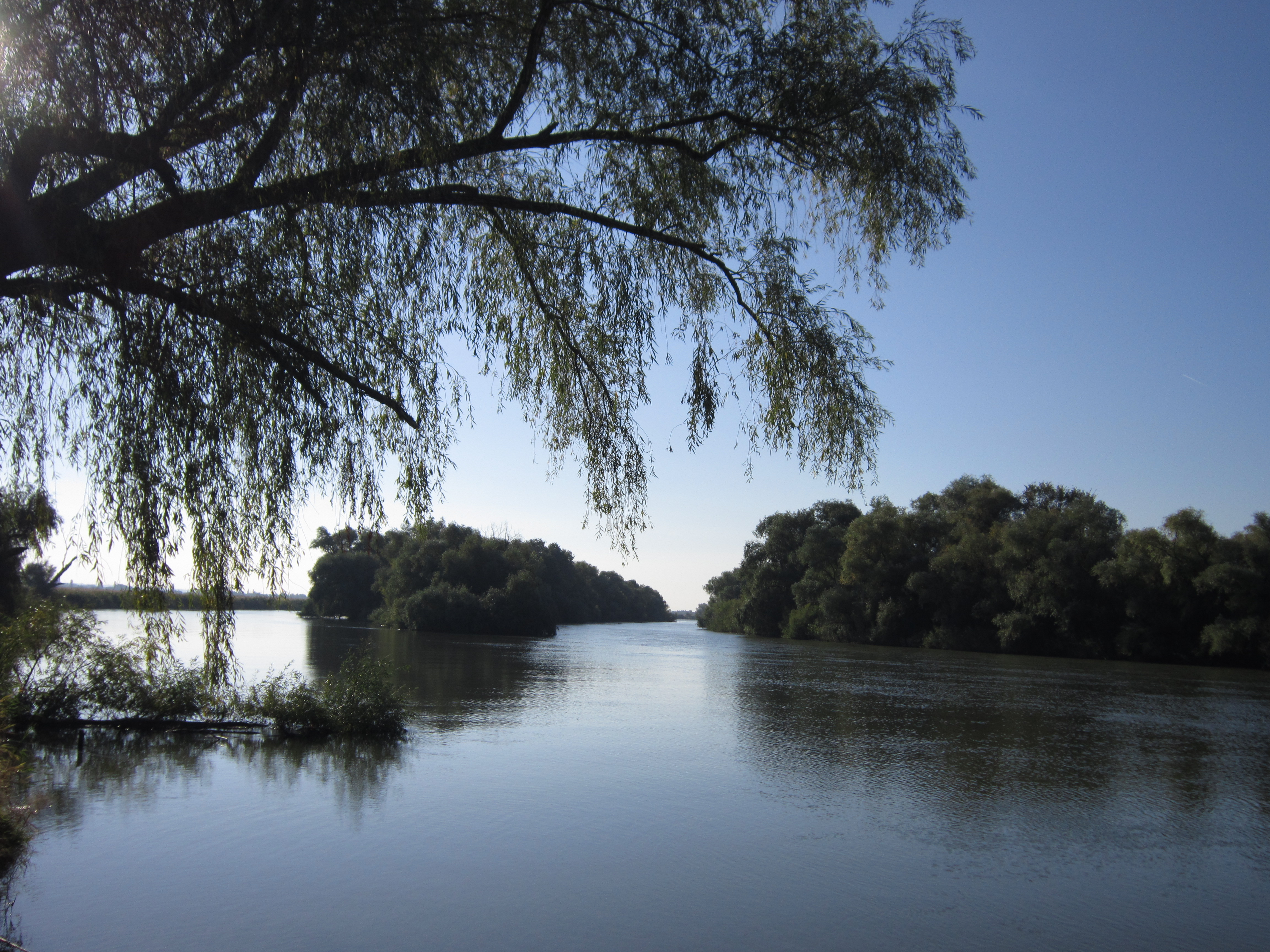
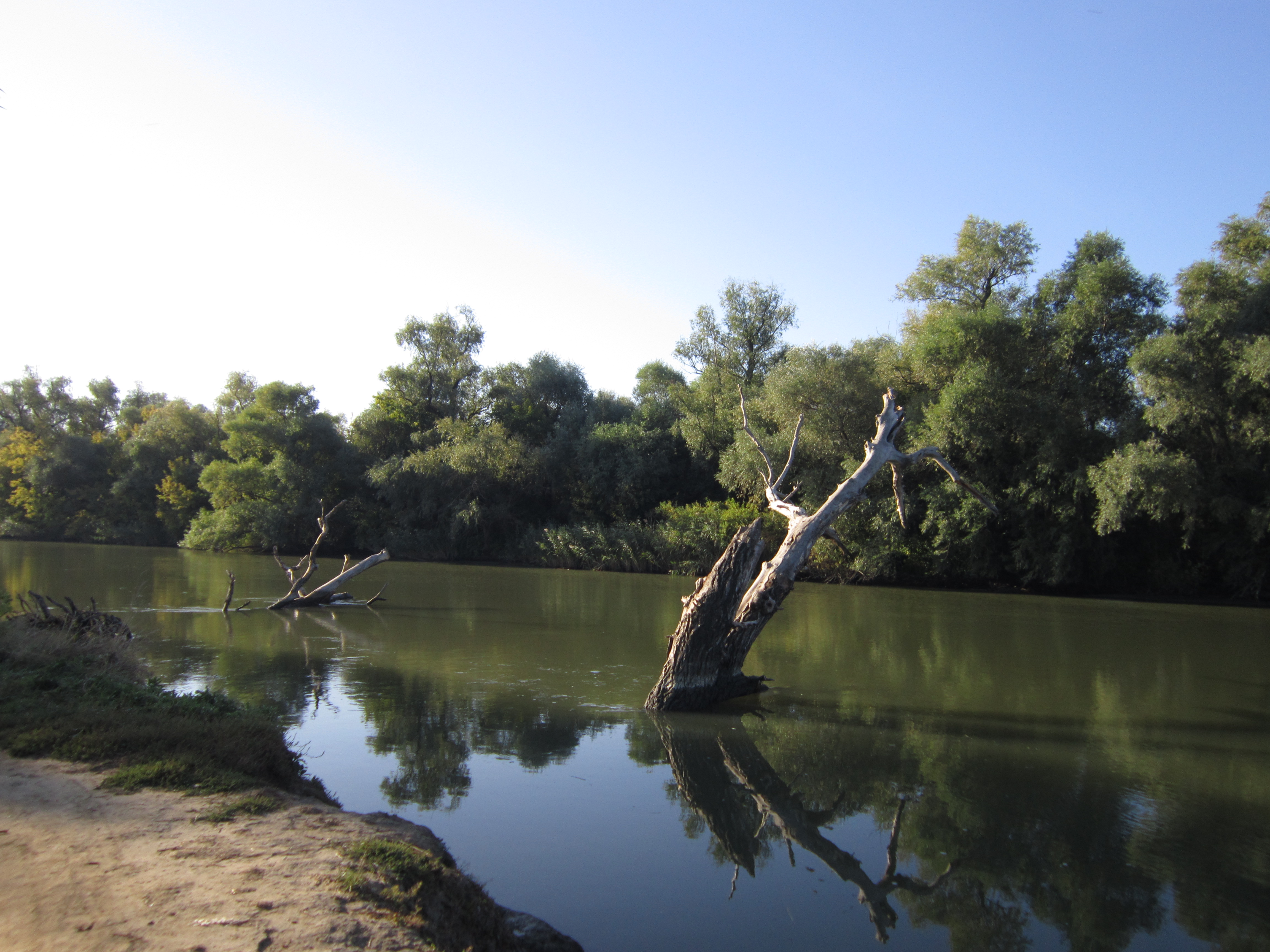
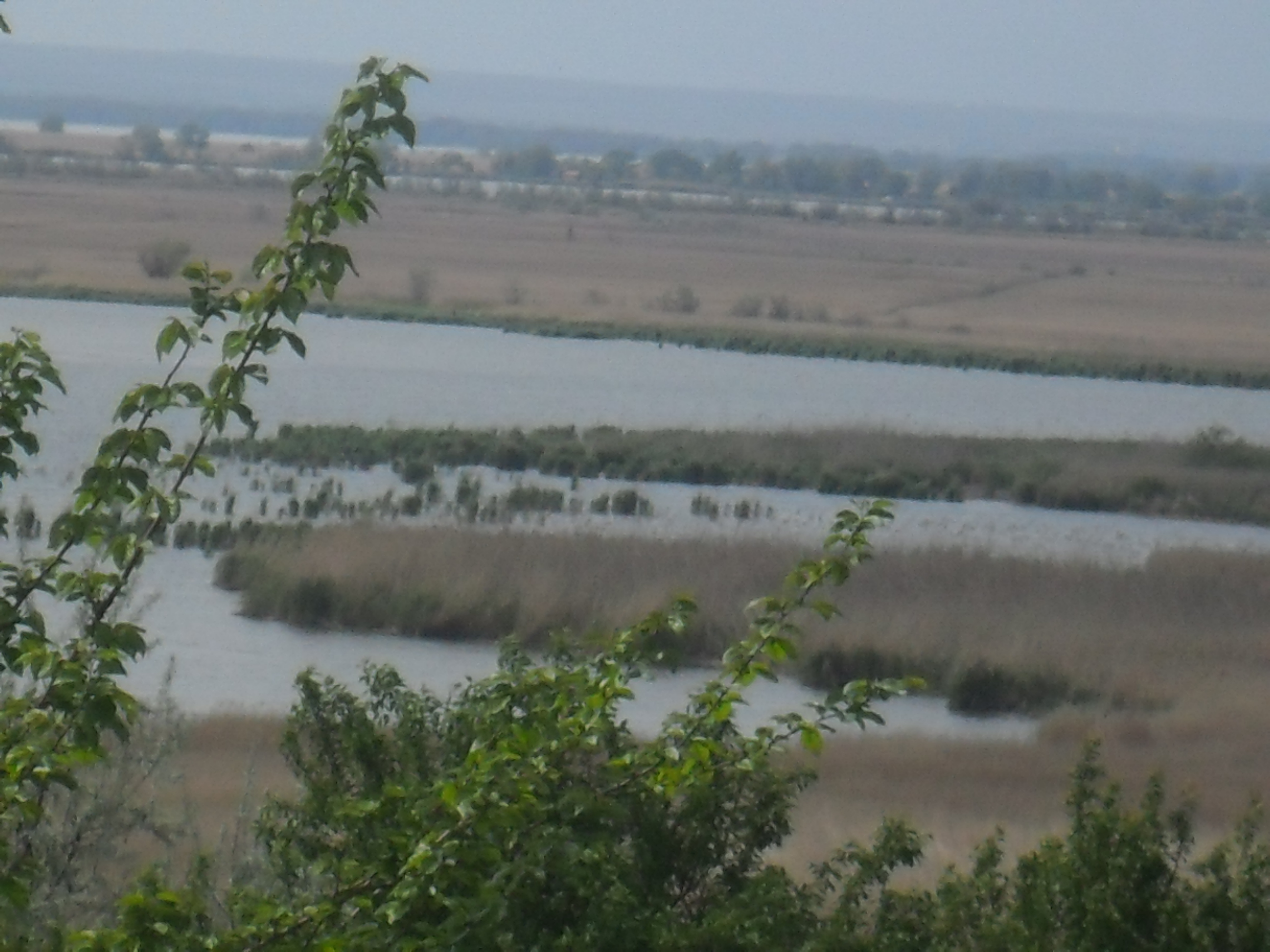
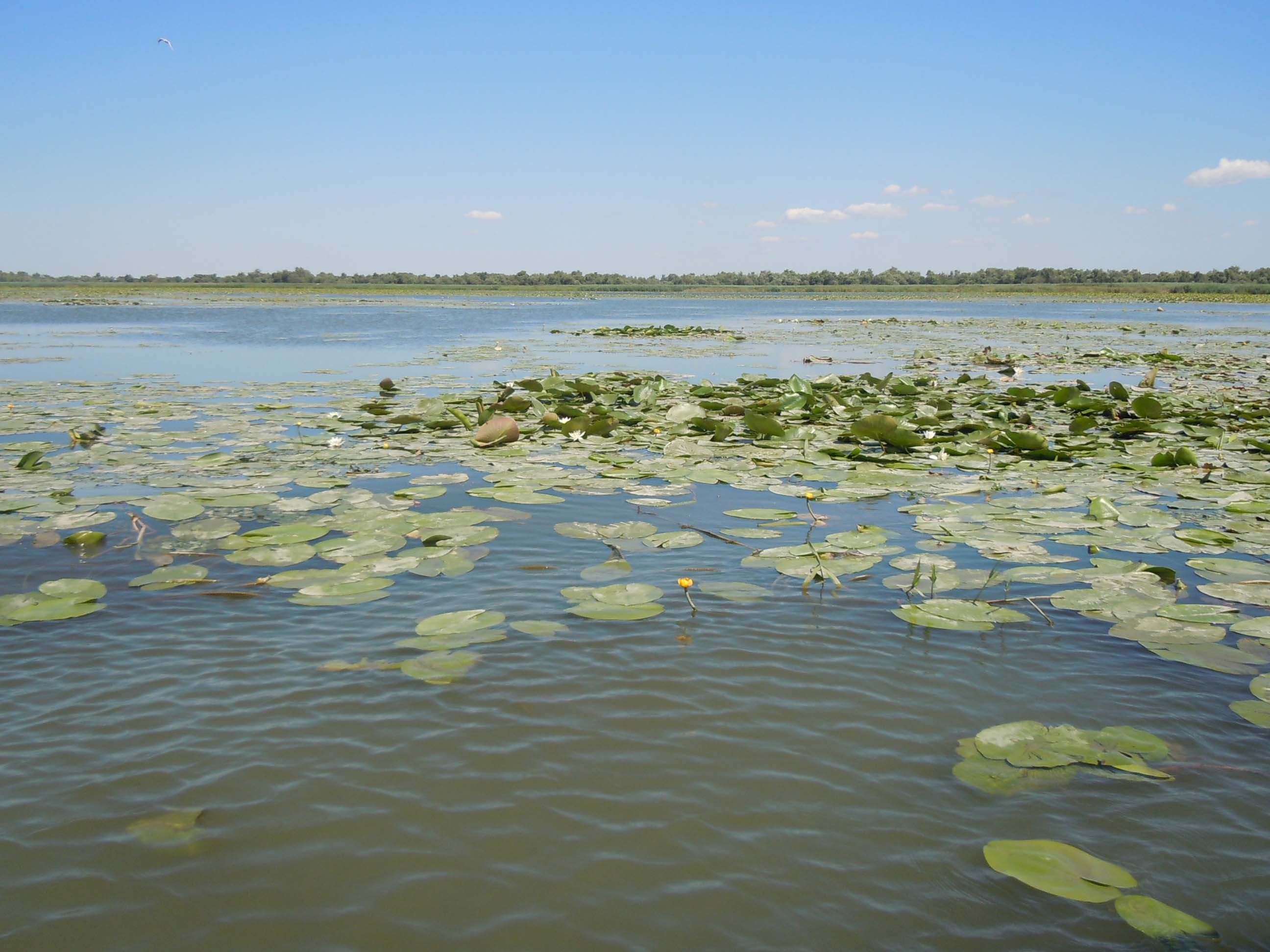
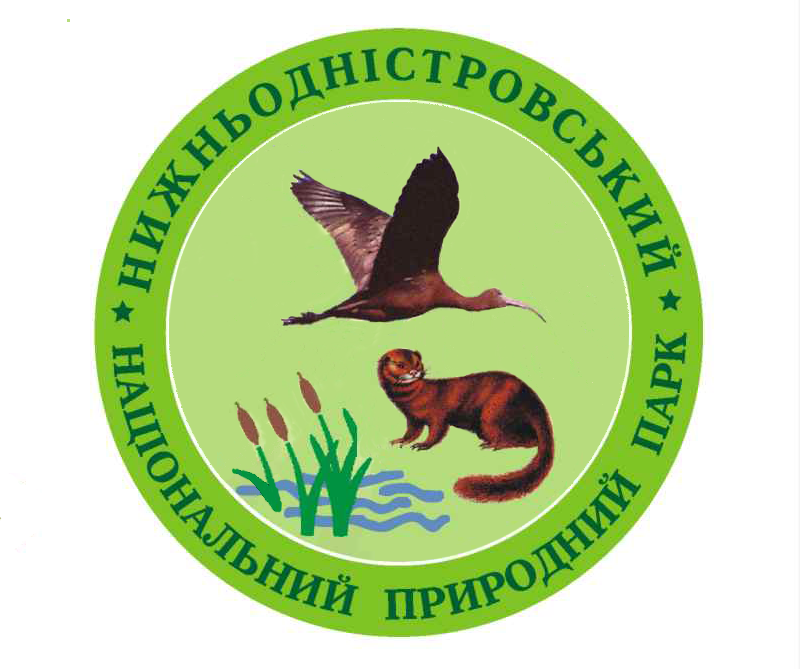